# Саушкин, Евгений Витальевич
Евгений Витальевич Саушкин (род. 25 апреля 1968) — российский и советский самбист и тренер, серебряный призёр Всероссийских юношеских игр 1985 года, чемпион России 1986 года среди юношей, чемпион СССР 1987 и 1988 годов среди юниоров, бронзовый призёр чемпионата СССР 1988 года, серебряный призёр розыгрыша Кубка России 2001 года, серебряный (2000) и бронзовый (1999) призёр чемпионатов России, чемпион Европы 2000 года в Мадриде, обладатель Кубка мира 1994 года, мастер спорта России международного класса (1987). Выступал в полулёгкой весовой категории (до 57 кг). Работает тренером детско-юношеской спортивной школы в Новокузнецке. Является старшим тренером мужской сборной Кемеровской области по самбо.

## Всероссийские соревнования
- Чемпионат СССР по самбо 1988 — ;
- Чемпионат России по самбо 1999 — ;
- Чемпионат России по самбо 2000 — ;
- Кубок России по самбо 2001 — ;